# Pyracantha koidzumii
Pyracantha koidzumii är en rosväxtart som först beskrevs av Bunzo Hayata, och fick sitt nu gällande namn av Alfred Rehder. Pyracantha koidzumii ingår i släktet eldtornar, och familjen rosväxter. IUCN kategoriserar arten globalt som starkt hotad. Inga underarter finns listade i Catalogue of Life.

## Bildgalleri

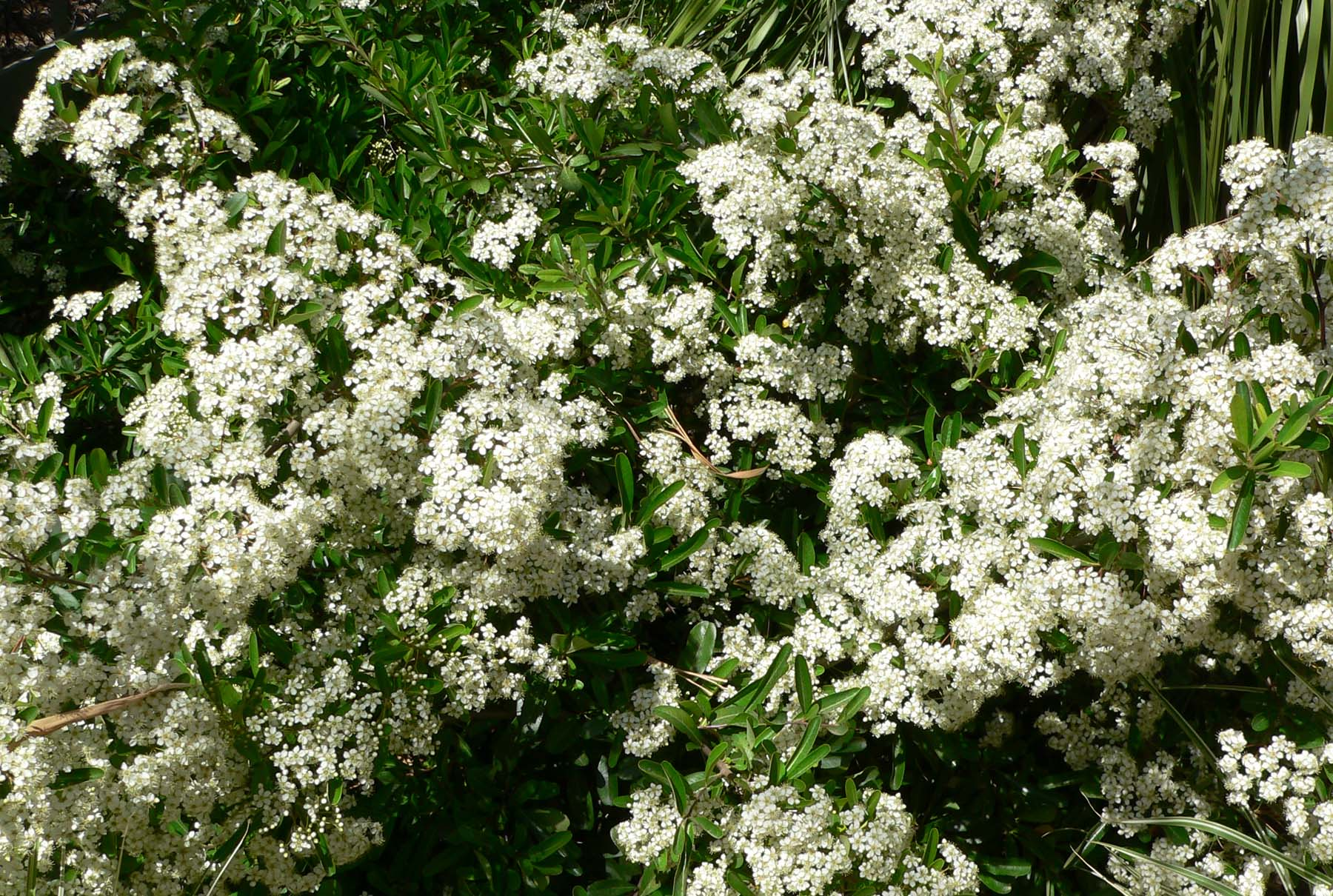
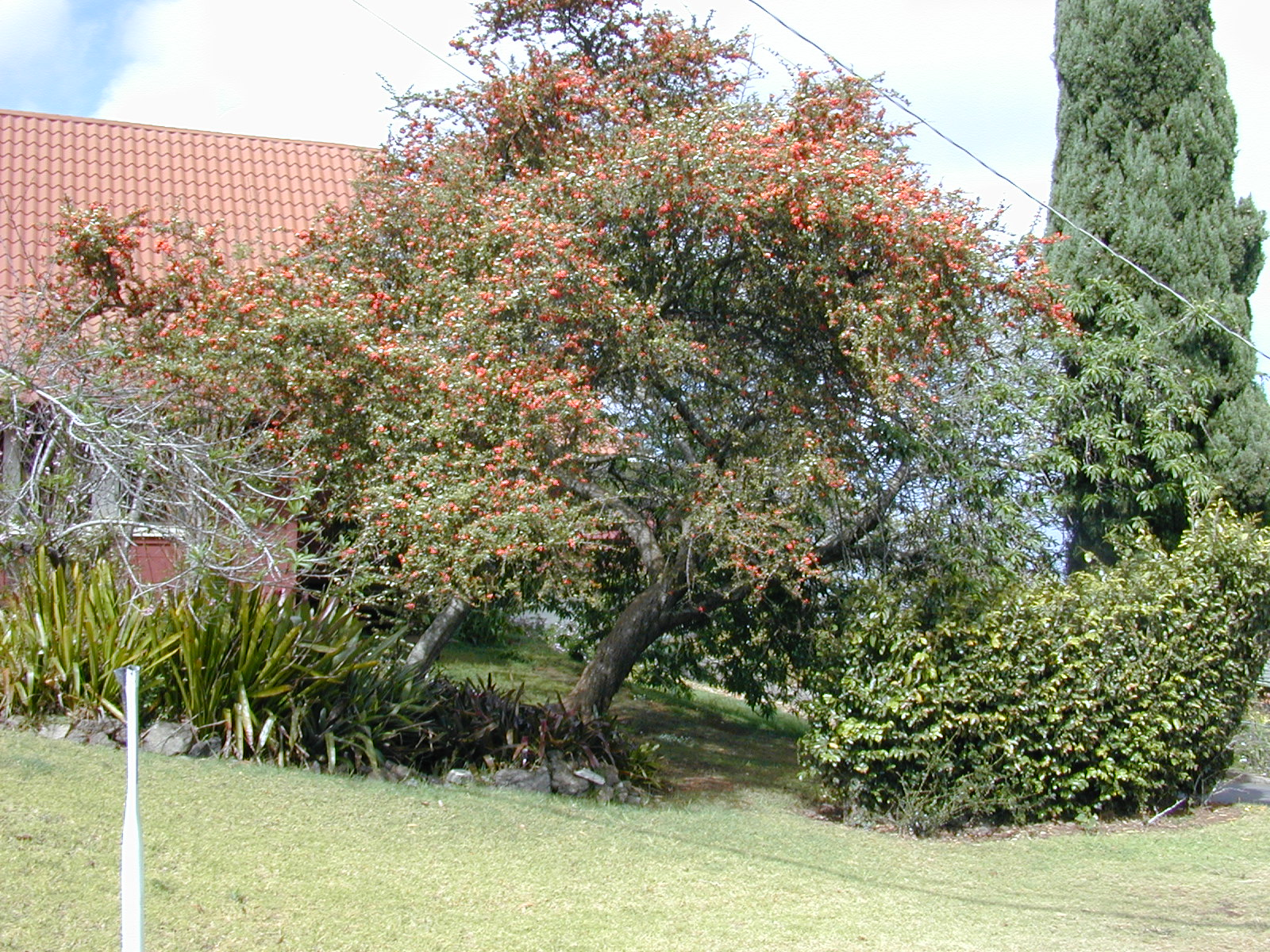
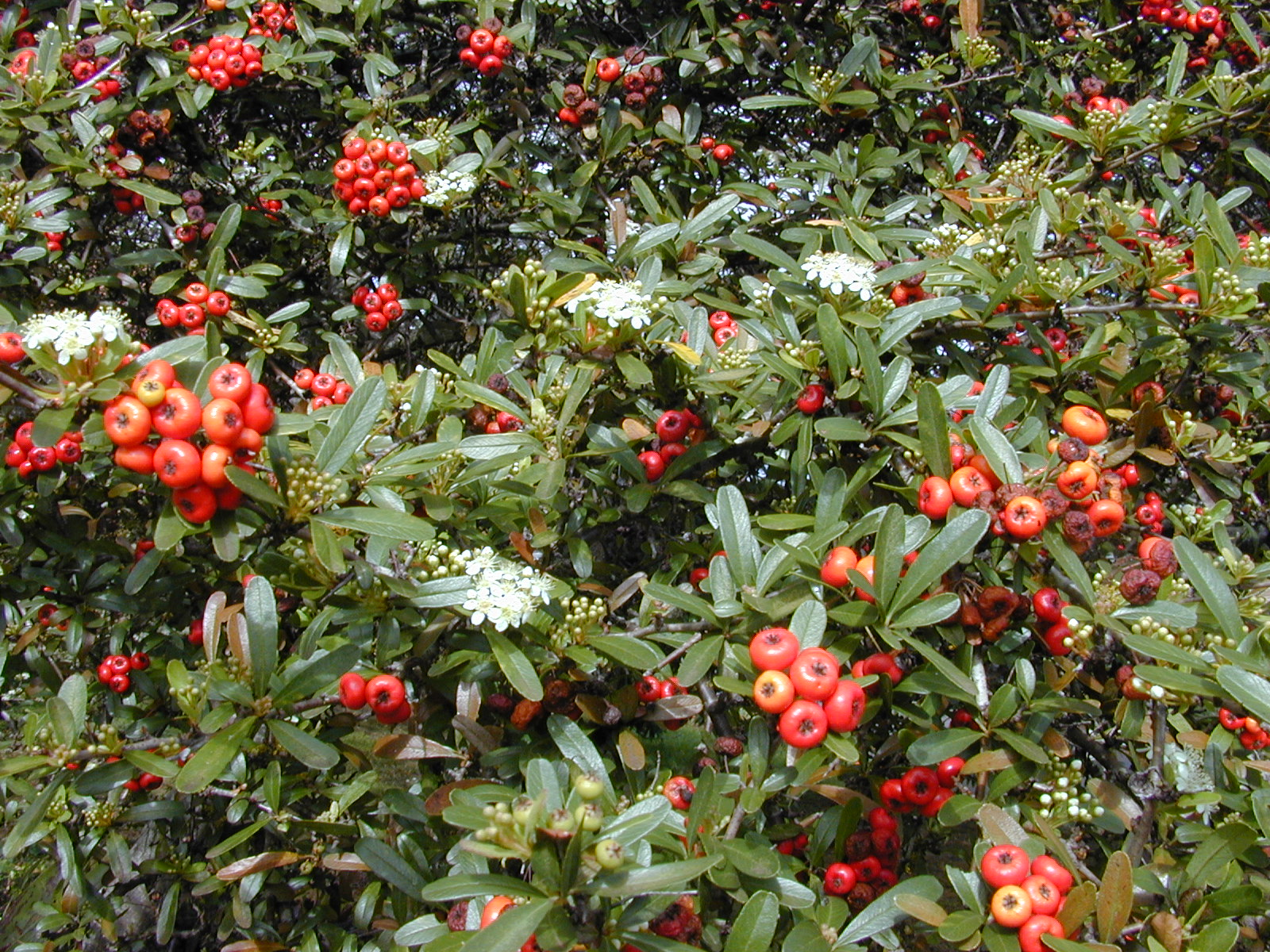
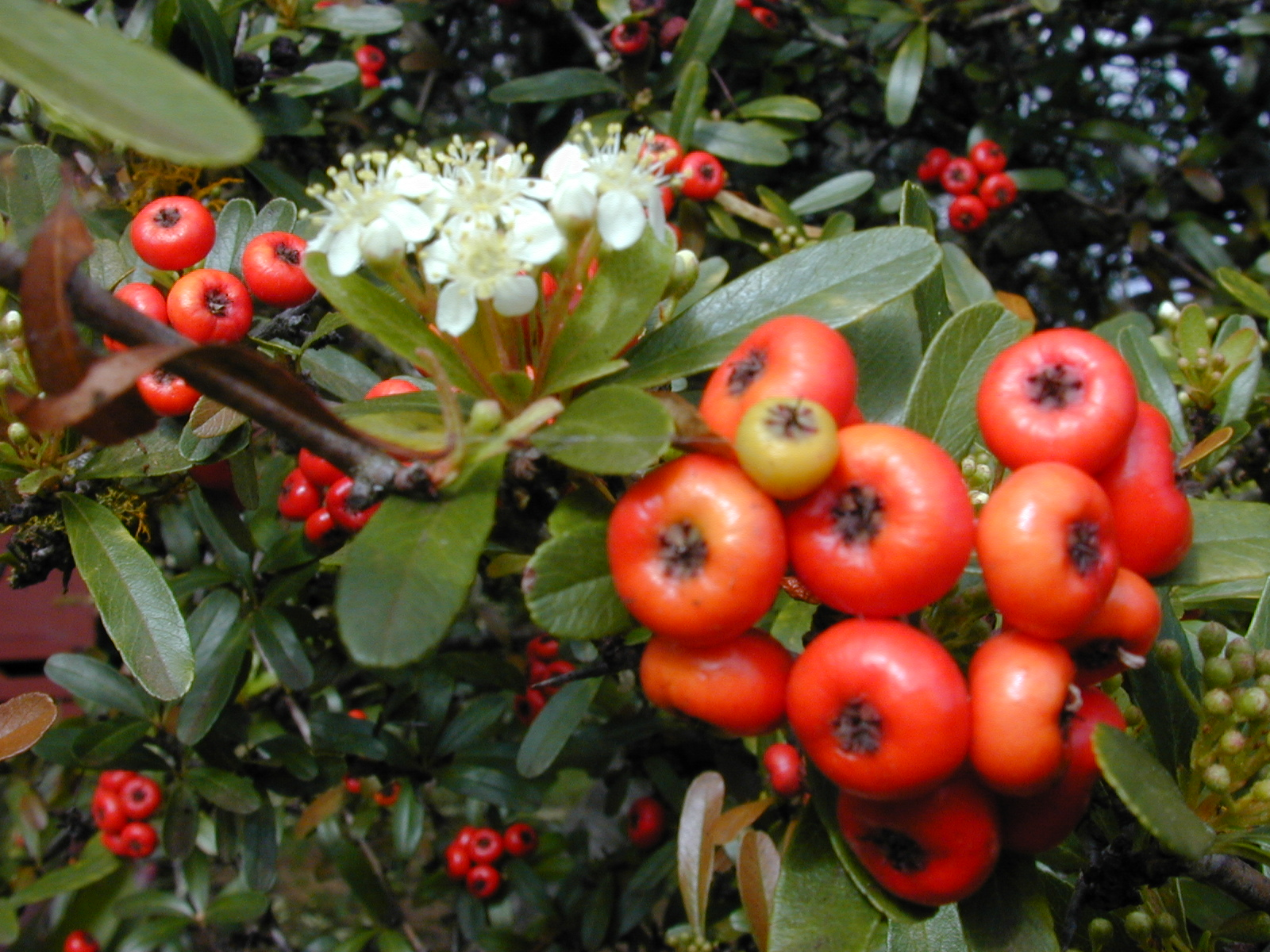
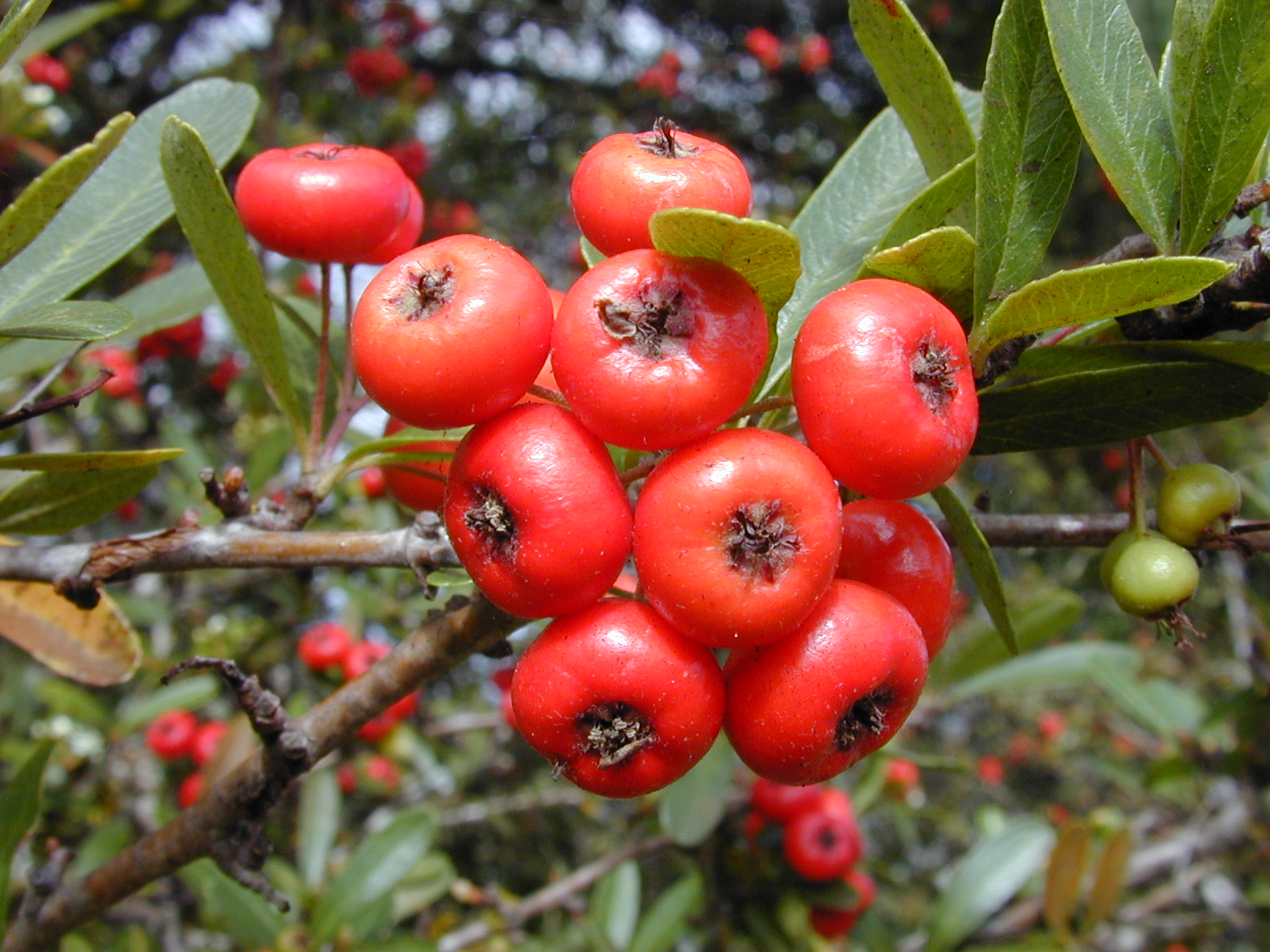
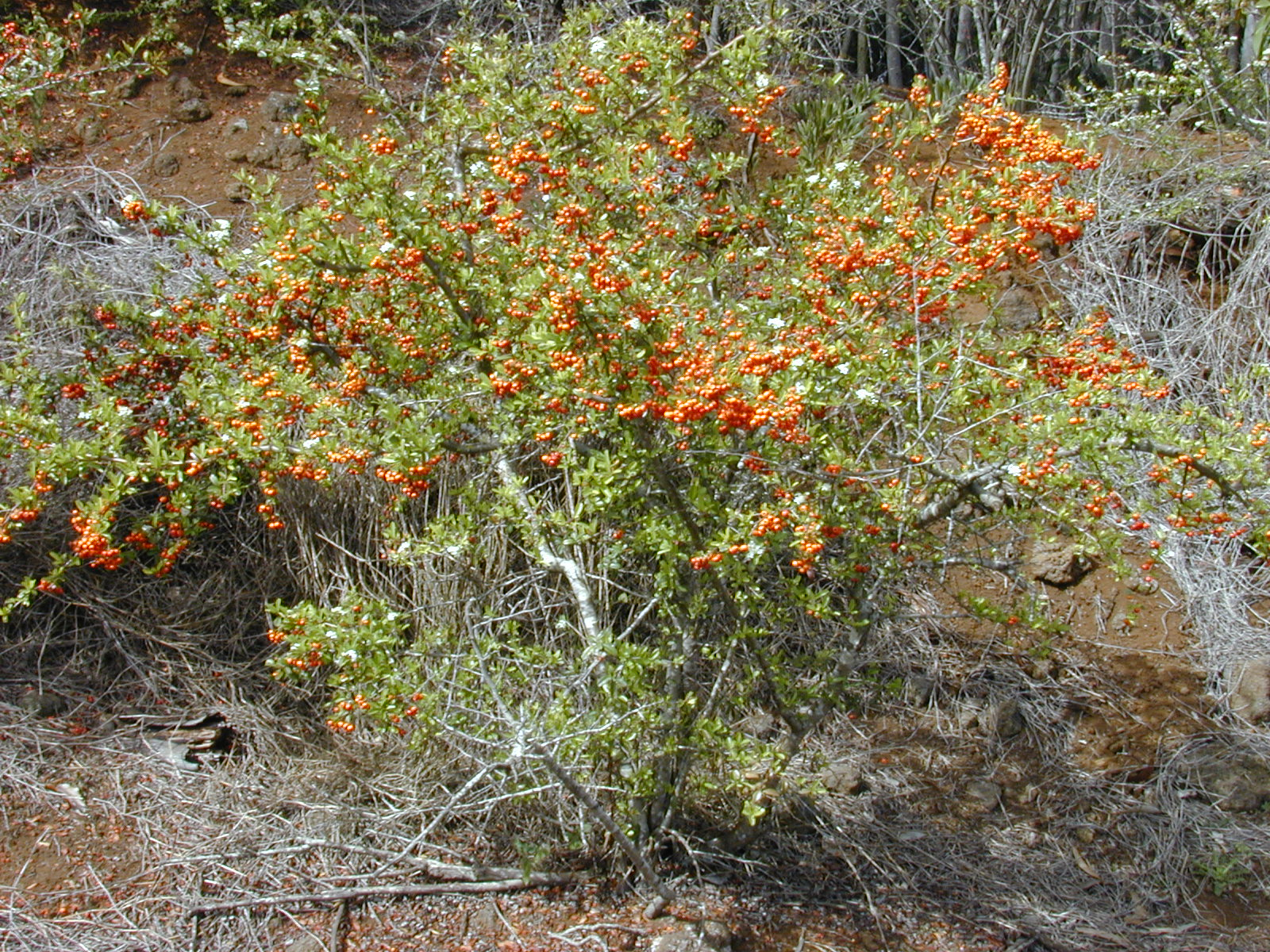